# Jean-Jacques Barthélemy

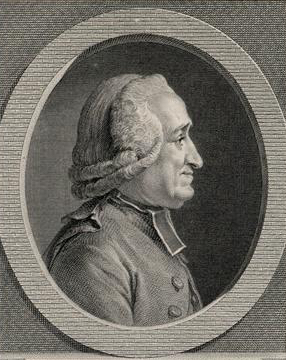
Jean Jacques Barthélemy (ryc. 1795)

Jean Jacques Barthélemy, Abbé Barthélemy (ur. 20 stycznia 1716 w Cassis w Prowansji, zm. 30 kwietnia 1795 w Paryżu) – francuski literat, lingwista, numizmatyk i badacz starożytności.

## Życiorys
Wykształcenie klasyczne uzyskał w kolegium duchownym w Marsylii, następnie odbył studia filozoficzne i teologiczne w kolegium jezuickim oraz w seminarium lazarystów. W trakcie przygotowań do kapłaństwa skierował swe zainteresowania na języki wschodnie i zajął się studiowaniem starożytności klasycznej, zwłaszcza numizmatyki. W 1744 udał się do Paryża, gdzie został asystentem Claude Gros de Boze'a, sekretarza Akademii Inskrypcji i Literatury Pięknej oraz kustosza Królewskiego Gabinetu Medali. W 1754 zastąpił go na tym stanowisku aż do wybuchu rewolucji; w tym okresie niemal podwoił istniejące zbiory, odbywając także w tym celu podróże do Włoch (m.in. do ruin Pompei, Herkulanum, Paestum). W zbiorach wprowadził istniejącą dotąd metodę klasyfikacji numizmatycznej.
W 1755 towarzyszył ambasadorowi francuskiemu do Włoch, gdzie spędził 3 lata na badaniach archeologicznych. Przed Champollionem podejmował próby odczytania hieroglifów egipskich. Dokonał odczytania alfabetu palmyreńskiego (Réflections sur l'alphabet et la langue de Palmyre, 1754). W 1755 został członkiem (fellow) londyńskiego Royal Society, w 1766 – francuskiej Akademii Inskrypcji i Literatury Pięknej, w 1789 wybrano go (dożywotnio) na członka Akademii Francuskiej.
Podczas rewolucji na krótko aresztowany (wrzesień 1793); choć proponowano mu posadę w Bibliotece Narodowej, pozostał dożywotnio kustoszem gabinetu medali. Pozbawiony majątku jako arystokrata i duchowny, zmarł w zupełnej nędzy.
Opublikował liczne eseje z zakresu języków orientalnych i archeologii. Rozgłos literacki zyskał 7-tomową powieścią Voyage du jeune Anacharsis en Grèce dans le milieu du quatrième siècle avant l'ère vulgaire („Podróże młodego Anacharzysa po Grecji”, 1788), którą tworzył przez 30 lat życia. Ujęta w postaci opisów i refleksji z fikcyjnej peregrynacji, dawała obraz życia starogreckiego w epoce klasycznej widziany oczami młodego barbarzyńcy (Scyty). Podobny charakter miała wcześniejsza powieść o obyczajach starożytnych – Les Amours de Carite et de Polydore (1760). Abbé Barthélemy był też autorem niewielkiego poematu heroikomicznego Wojna pcheł (La Guerre des puces, ou la Chanteloupée, 1829). Pośmiertnie wydano jego listy do znakomitych osób oraz osobiste (do pani du Deffend), a także pamiętniki – Memoirs sur la vie de l'abbé Barthélemy, écrits par lui-même (1824).